# Sergej Nikonenko
Sergej Nikonenko (russisk: Серге́й Петро́вич Никоне́нко) (født 16. april 1941 i Moskva i Sovjetunionen) er en sovjetisk filminstruktør, skuespiller og manuskriptforfatter.

## Filmografi
- Ptitsy nad gorodom (Птицы над городом, 1974)[2][3]
- Tselujutsja zori (Целуются зори, 1978)
- Tsyganskoje stjastje (Цыганское счастье, 1981)
- Jolki-palki! (Ёлки-палки!, 1988)
- A poutru oni prosnulis (А поутру они проснулись, 2003)